# Nagasone Kotetsu
Nagasone Kotetsu (長曾禰虎徹?) ( 1597-1678) fue un creador de espadas japonés de los principios del Periodo Edo. Kotetsu nació en Sawayama alrededor del año 1597 y fue conocido en sus inicios como Nagasone Okisato. Su padre fue un armero al servicio del Ishida Mitsunari, daimyō de Sawayama. Cuando Ishida fue vencido por Tokugawa Ieyasu en la Batalla de Sekigahara, la familia Nagasone junto con otros artesanos tuvieron que huir a la Provincia Echizen para refugiarse en la ciudad de Fukui.
Kotetsu Trabajó como armero durante algún tiempo, pero después cambió su vocación para hacer espadas. Sus espadas eran conocidas por su gran resistencia y por su habilidad de incluso atravesar los cascos. Las espadas de Kotetsu fueron falsificadas regularmente y se dice que las copias eran tan bien hechas que el mismo Kotetsu no sabía reconocer las propias de las copias. Está documentado que alguna vez cuando le presentaron una copia dijo: “La espada es mía pero no la firma”. Existen registros donde se documenta que Kotetsu solo forjó 31 espadas a lo largo de su vida.
Quizá una de sus espadas más famosa fue también una copia: la de Kondō Isami, el comandante de las fuerzas de patrullaje de finales de la Era Edo llamado Shinsengumi, sin embargo es probable que la espada fuera de Minamoto Kiyomaro, también muy famoso por sus espadas y que ésta tuviera una firma realizada por el maestro de la falsificación de firmas Hosoda Heijiro.
Nagasone Okisato tomó el nombre de Kotetsu después de realizarse la tonsura budista en el tempo Kan'eiji, en el distrito de Ueno en Edo. Se mantuvo activo en la región de Kanto y en Edo por algún tiempo hasta que falleció en 1678. Dos de sus más prominentes estudiantes y sucesores fueron Nagasone Okinao y Nagasone Okihisa.
“Kotetsu” es utilizado como el nombre de una espada en varias series de anime, manga y videojuegos como Rurouni Kenshin y Black Cat.